# Нью-Оберн (тауншип, Миннесота)
Нью-Оберн (англ. New Auburn) — тауншип в округе Сибли, Миннесота, США. На 2000 год его население составило 464 человека.

## География
По данным Бюро переписи населения США площадь тауншипа составляет 92,7 км², из которых 82,8 км² занимает суша, а 9,9 км² — вода (10,67 %).

## Демография
По данным переписи населения 2000 года здесь находились 464 человека, 164 домохозяйства и 130 семей.  Плотность населения —  5,6 чел./км².  На территории тауншипа расположено 167 построек со средней плотностью 2,0 построек на один квадратный километр. Расовый состав населения: 98,06 % белых, 0,65 % коренных американцев, 0,65 % — других рас США и 0,65 % приходится на две или более других рас. Испанцы или латиноамериканцы любой расы составляли 0,65 % от популяции тауншипа.
Из 164 домохозяйств в 34,8 % воспитывались дети до 18 лет, в 71,3 % проживали супружеские пары, в 3,7 % проживали незамужние женщины и в 20,7 % домохозяйств проживали несемейные люди. 15,2 % домохозяйств состояли из одного человека, при том 7,9 % из — одиноких пожилых людей старше 65 лет. Средний размер домохозяйства — 2,83, а семьи — 3,19 человека.
27,2 % населения — младше 18 лет, 7,3 % — в возрасте от 18 до 24 лет, 24,1 % — от 25 до 44, 25,9 % — от 45 до 64, и 15,5 % — старше 65 лет. Средний возраст — 40 лет. На каждые 100 женщин приходилось 106,2 мужчин.  На каждые 100 женщин старше 18 приходилось 115,3 мужчин.
Средний годовой доход домохозяйства составлял 48 750 долларов, а средний годовой доход семьи —  57 500 долларов. Средний доход мужчин —  33 036  долларов, в то время как у женщин — 22 308. Доход на душу населения составил 19 149 долларов. За чертой бедности находились 6,0 % семей и 6,9 % всего населения тауншипа, из которых 9,4 % младше 18 и 11,9 % старше 65 лет.